# Seán Ryan (Richter)
Seán Ryan (* 27. März 1948 in Dublin, Irland) ist ein ehemaliger irischer Richter und früherer Rechtsanwalt (Barrister).

## Biografie
Ryan studierte Rechtswissenschaften am University College Dublin und wurde am King’s Inns zum Barrister (Prozessanwalt) ausgebildet und schließlich 1972 zugelassen. 1983 wurde er Senior Counsel.

## Richterkarriere
Im Dezember 2003 wurde er zum Richter am High Court ernannt und im Oktober 2014 folgte die Ernennung zum Richter am und Präsidenten des Court of Appeal. Er war damit ex officio Richter am Supreme Court.
Im März 2018 trat er wegen Erreichens der gesetzlichen Altersgrenze in den Ruhestand.

## Ryan-Bericht
Die Commission to Inquire into Child Abuse sammelte von 2000 bis 2006 Aussagen von Betroffenen des sexuellen Kindesmissbrauchs. Nach dem Rücktritt von Richterin Mary Laffoy übernahm Seán Ryan 2003 den Vorsitz der Kommission und stellte 2009 den Ryan-Bericht vor.

## Privates
Seán Ryan ist seit 1980 mit seiner Frau Ruth verheiratet, mit der er drei Kinder hat. 